# 太和街道 (射洪市)
太和街道是中华人民共和国四川省遂宁市射洪市下辖的一个街道办事处。

## 行政区划
太和街道下辖以下村级行政区划单位：
衙署街社区、三元宫社区、德胜街社区、水浒宫社区、机房街社区、建设社区、保河社区、何家桥社区、黄磉浩社区、佛南社区、凉帽山社区、太空村、蟠龙村、平安村、佛南村、凉帽山村、百莲山村、王爷庙村和香樟村。